# Shining Star (i☆Risの曲)
「Shining Star」（シャイニング・スター）は、i☆Risの14枚目のシングル。2017年3月8日にDIVE II entertainmentから発売された。

## 概要
- 表題曲「Shining Star（読み：シャイニング・スター）」は、テレビ東京系アニメ『プリパラ』第3シーズン4クール目のオープニングテーマに起用された[1]。また、当曲が最後の『プリパラ』のオープニング主題歌となった。
- 本作のミュージックビデオの映像監督は、福居英晃が務めた。
- プロモーションに用いられた衣装はメンバーの渋谷梓希がデザインを手掛けた。この衣装は『プリパラ』の続編となる『アイドルタイムプリパラ』とi☆Risのコラボレーション企画に用いられ、『プリパラ』シリーズでi☆Risが演じているキャラクターである「SoLaMi♡SMILE」と「DressingPafé」のメンバーが各担当声優の衣装を着用しているイラストを用いたグッズが発表されている[2]。
- TYPE-Bにのみ、「HERO」が収録されている。

## 収録曲

### TYPE-A
1. Shining Star [4:05]
  - 作詞：丸山真由子・森月キャス / 作曲：丸山真由子 / 編曲：清水武仁
  - テレビ東京系アニメ『プリパラ』第3シーズン4クール目オープニングテーマ
2. jewel [4:00]
  - 作詞：トヤマジュン / 作曲：石原理酉 / 編曲：成瀬裕介(onetrap)
3. Shining Star（Instrumental）
4. jewel（Instrumental）

DVD
1. Shining Star -Music Video-
2. Shining Star -Off Shot Movie-

### TYPE-B
1. Shining Star
2. jewel
3. HERO [4:10] 
  - 作詞：kyokoono / 作曲：伊勢佳史 / 編曲：伊勢佳史(onetrap)
4. Shining Star（Instrumental）
5. jewel（Instrumental）
6. HERO（Instrumental）